# Catolicismo político

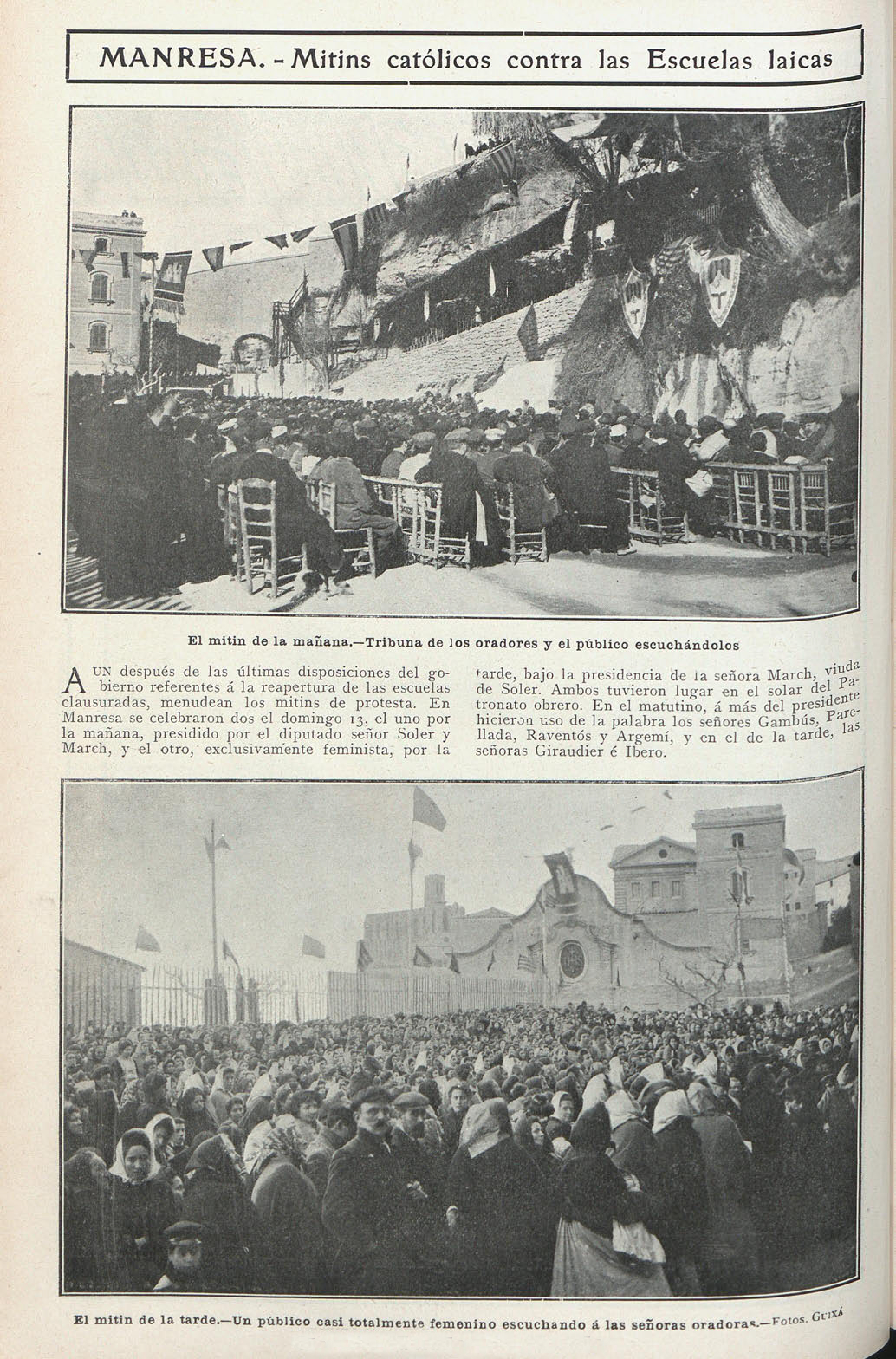
Catolicismo en 1910

El catolicismo político es un concepto político y cultural que promueve las ideas y la doctrina social de la Iglesia católica en la vida pública a través de la acción de gobierno.

## Historia
El catolicismo político comenzó su andadura a principios del siglo xix en los países de tradición católica como reacción contra el liberalismo político que empezaba a imponerse en toda Europa y América tras la Revolución Francesa. Los diversos movimientos legitimistas y reaccionarios contaron desde el principio con el apoyo de un importante sector de la Iglesia. La encíclica Mirari vos del papa Gregorio XVI, publicada en 1832, supuso la primera condena formal de la Iglesia a los principios básicos del liberalismo político, como son la libertad de conciencia, la libertad de cultos, la libertad de prensa y la separación Iglesia-Estado.
El pensamiento católico antiliberal se hizo aún más virulento tras la publicación del Syllabus de Pío IX en 1864. Paralelamente, distintos movimientos católicos empezaron a hablar del reinado social de Jesucristo como aspiración política maximalista, aunque otros siguieron defendiendo un liberalismo moderado compatible con los principios católicos. En esta época aparecieron políticos como Gabriel García Moreno en la República del Ecuador, que fue puesto como modelo de gobernante católico.
Sin embargo, los continuos avances de la secularización, el creciente anticlericalismo y las disputas entre diferentes movimientos políticos de orientación católica obligaron a la Iglesia a adaptarse a las nuevas circunstancias. En 1892 León XIII invitó a los católicos franceses a reconocer la Tercera República (ralliement), lo que suponía en la práctica aceptar las reglas del juego del régimen parlamentario liberal, aunque la condena a los principios liberales siguiese vigente.
En países en los que los católicos estaban en minoría, el catolicismo político también actuó en defensa de sus intereses. Durante la segunda mitad del siglo xix los católicos del norte de Alemania se organizaron como respuestas a los conceptos sociales seculares que entonces predominaban en aquella región. La principal razón fueron las medidas tomadas por el canciller Otto von Bismarck para limitar la influencia de la Iglesia Católica, primero en Prusia, y después en toda la Alemania unificada. Este conflicto pasó a ser conocido en la historiografía como el Kulturkampf.
Desde Alemania, movimientos políticos y sociales católicos similares también llegaron a Austria-Hungría, especialmente en los territorios de las actuales Austria, Eslovenia y Croacia. "Acción Católica" fue el nombre que recibieron numerosos grupos de católicos laicos que buscaban fomentar la influencia católica en la sociedad política.
Después de la encíclica Rerum novarum de 1891 del papa León XIII, los movimientos políticos de signo católico tomaron un nuevo impulso y desarrollo, y extendieron sus áreas de participación. Con su encíclica, la Iglesia católica expandió sus intereses en cuestiones sociales, económicas y políticas, y apeló a una conversión radical de la sociedad occidental del siglo XIX de cara a las crecientes influencias del capitalismo y el liberalismo. Poco después de la publicación del documento, dentro del movimiento obrero, que previamente había comenzado a florecer en Europa y luego en América del Norte, empezaron a surgir grupos obreros de orientación católica. A partir de ese momento numerosos creyentes católicos, laicos y clérigos por igual, adquirieron un firme deseo de compromiso social y político con el fin de hacer frente a los agudos problemas sociales de entonces según los principios cristianos católicos, en lugar de hacerlo mediante un enfoque puramente secular.
Este movimiento no pasó mucho tiempo en que empezó a influir en la vida política de algunos países. Hubo una serie de partidos políticos europeos durante la época de entreguerras cuya línea de actuación puede ubicarse en el catolicismo político, como fue el caso de la Partido Socialcristiano de Austria, el Partido de Centro y el Partido Popular de Baviera en Alemania, el Partido Popular Eslovaco en Checoslovaquia, el Partido Popular Italiano, o el Partido Social Popular en España.
Sin embargo, las relaciones entre catolicismo y democracia siguieron siendo tensas. En 1910 el papa Pío X había condenado en su encíclica Notre charge apostolique el grupo católico democrático francés de Le Sillon liderado por Marc Sangnier, aunque también el movimiento nacionalista monárquico Acción Francesa de Charles Maurras, de signo opuesto, sería condenado en 1926 por Pío XI, debilitando así el planteamiento político de los integristas. Ello no fue óbice para que el año anterior este mismo pontífice publicase la encíclica Quas primas, en la que elevaba a magisterio pontificio la doctrina del reinado social de Jesucristo, que establecía que las naciones tenían «el deber de adorar públicamente y obedecer a Jesucristo».
En el caso de España, el tradicionalismo político defendió durante un siglo la llamada «tesis católica» y la unidad religiosa. Catolicismo y nacionalismo confluyeron también en la dictadura franquista, en lo que sería posteriormente conocido como «nacionalcatolicismo», e inspiró movimientos similares en toda Europa. En Suiza el Partido Católico Conservador se convirtió en el estandarte del catolicismo político suizo.